# Josué País
Josué País García (Santiago de Cuba, Cuba; 28 de diciembre de 1937 - ibídem, 30 de junio de 1957) fue un joven revolucionario, luchador de la clandestinidad cubana. Hermano menor de Frank País.

## Su hogar
Josué País García nació el 28 de diciembre de 1937 en Santiago de Cuba. Su padre era el gallego Francisco País Pesqueira, un pastor protestante casado con Rosario García Calviño, ambos de Marín, provincia de Pontevedra, Galicia, España, que emigraron a Cuba. Al igual que su hermano Frank, estaba muy influido por la educación de la madre, doña Rosario, ya que su padre murió cuando Josué tenía dos años.

## Revolucionario
Participó en una manifestación el 7 de diciembre de 1953 en homenaje al Titán junto con el estudiantado santiaguero.
A los 16 años tenía conocimiento de las ideas de Martí, en ese momento se percató de la significación del Asalto al Moncada, e integró las primeras organizaciones de lucha contra el gobierno de Batista fundadas por aquellos días.
Su hermano Frank tuvo parte de responsabilidad en su inclinación a la lucha contra el gobierno existente en aquel momento cuando por su tesón logró obtener la carrera de Ingeniería Mecánica. Fue fundador junto con su hermano Frank de la Acción Revolucionaria Oriental (ARO), una organización para la lucha contra el gobierno de Fulgencio Batista.
A mediados de 1954 lo sorprendieron pintando un muro con consignas de ¡Abajo Batista! Fue conducido a una estación policíaca donde fue interrogado pero únicamente se inculpó a sí mismo.
Durante los acontecimientos del 30 de noviembre de 1956 Frank le dio la responsabilidad a Josué de los preparativos de la fuga de los presos "políticos" confinados en la cárcel de Boniato. Luego dentro del plan general de la acción le encomendó la delicada tarea de disparar con un mortero, desde el Instituto de Segunda Enseñanza, hacia el Cuartel Moncada. La misión fue frustrada al ser detenido junto a Léster Rodríguez, cuando intentaban cruzar los muros del centro estudiantil.
Fue incluido con el resto de los apresados por el levantamiento y el desembarco del Granma en la conocida Causa 67 de 1956. Hasta el día del juicio, Josué guardó prisión en el propio penal de Boniato. Tras la salida de prisión fue ascendido por la Dirección del Movimiento 26 de Julio a teniente de milicias, y al igual que otros luchadores contra Batista pasó a la total clandestinidad. En esta situación le sirvió como refugio la casa de Ángeles Montes de Oca.

## Asesinato
El domingo 30 de junio de 1957 el gobierno de Batista auspició un mitin en el Parque Céspedes de Santiago de Cuba. Su principal organizador fue Rolando Masferrer. El Movimiento 26 de Julio planeó entonces serie de acciones, entre ellas, según Agustín Navarrete (Tin): "la colocación de petardos en lugares próximos al parque y la salida de comandos que dispararían al aire para disolver a los reunidos. Uno de los grupos armados que saldría a actuar ese día, iría comandado por Josué Pais".'
Por una errónea interpretación, el grupo designado para colocar los otros artefactos no cumplió su misión. Josué, desesperado, trató de contactar telefónicamente con Tin, pero no pudo y entonces decidió actuar. En un auto incautado, Salvador Pascual se puso al timón con Josué al lado y en el asiento de atrás, Floro Bistel junto con Belkis, Gloria y Elsa Casañas. En la esquina de San Antonio y Carnicería obligaron a las muchachas a abandonar el vehículo. "Tienen que bajarse –les dijo Josué–, no tenemos parque suficiente y vamos a hacer un recorrido por Martí solamente."
Minutos después, los detectó una patrulla que comenzó a perseguirlos. En Martí y Crombet, otra microonda les cerró el paso. Cogidos entre dos fuegos, un disparo hizo diana en uno de los neumáticos del auto; Salvador decidió dar un giro y estrellarse contra un almacén. Apenas pudo salir del vehículo, una ráfaga lo detuvo para siempre. Floro, sin dejar de disparar su escopeta recortada, intentó parapetarse detrás del auto, pero un disparo le impactó en la espalda y otro, mortal, le taladró la garganta. A Josué, pistola en mano, le hirieron en el brazo derecho y en varias partes del cuerpo. Perdió el conocimiento.
Testigos presenciales afirman que Josué estaba aún con vida cuando fue capturado. La tía Angelita, quien vistió su cadáver, relataría años después: "Tenía heridas en ambos hombros. Su brazo presentaba muchos impactos de bala. Pero lo que más me impresionó fue un tiro que le habían dado en la sien. Sin dudas, lo habían rematado".
Los féretros de Josué, Salvador y Floro iban cubiertos con banderas del 26 de julio y los santiagueros coreaban el Himno Nacional. Antes de partir para el cementerio, doña Rosario ordenó: "Dejen el sarcófago abierto, para que Josué pueda ver a su pueblo que lo sigue".